# Rosmossor
Rosmossor (Rhodobryum) är ett släkte av bladmossor. Rosmossor ingår i familjen Bryaceae.

## Bildgalleri

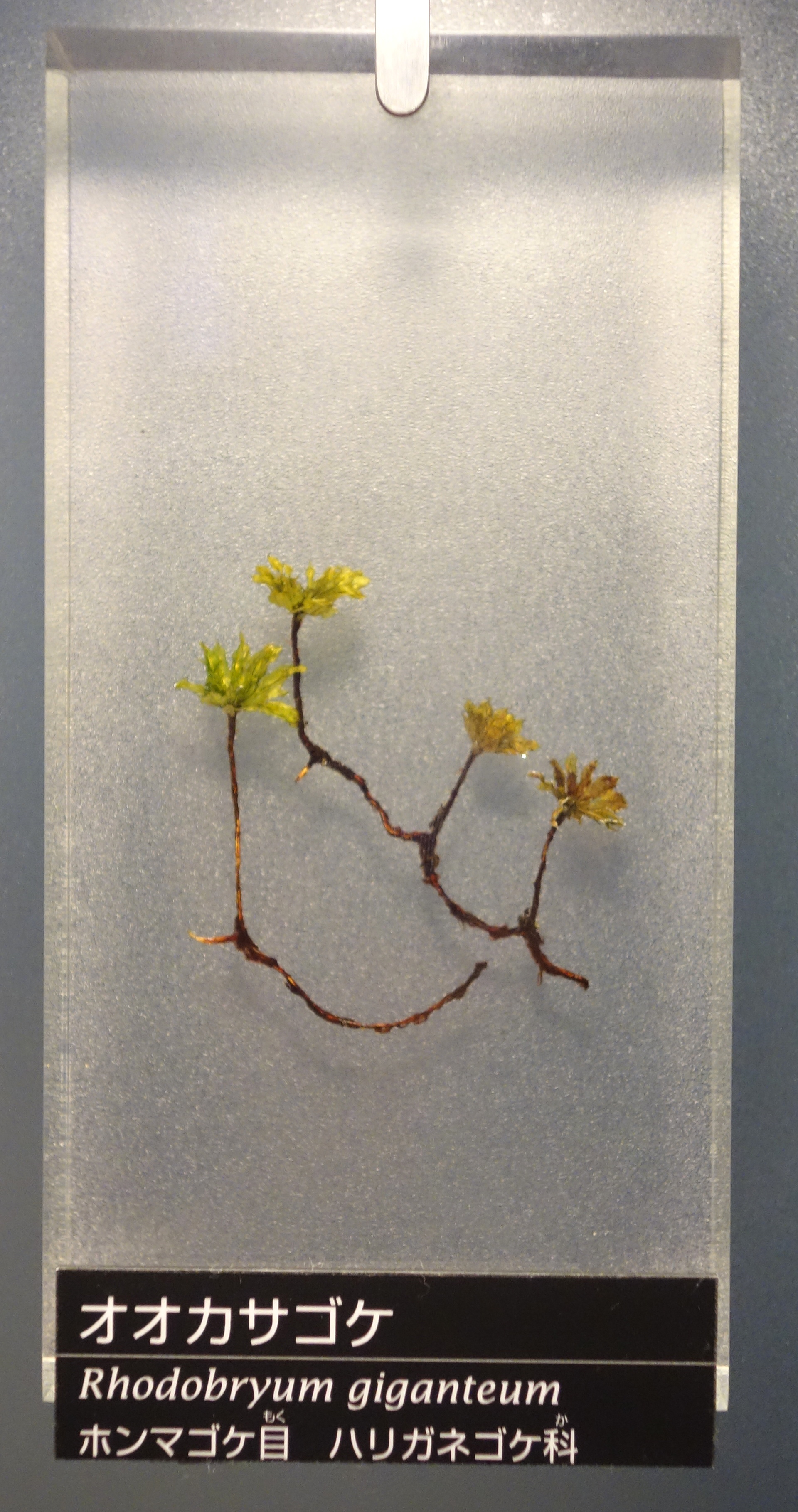
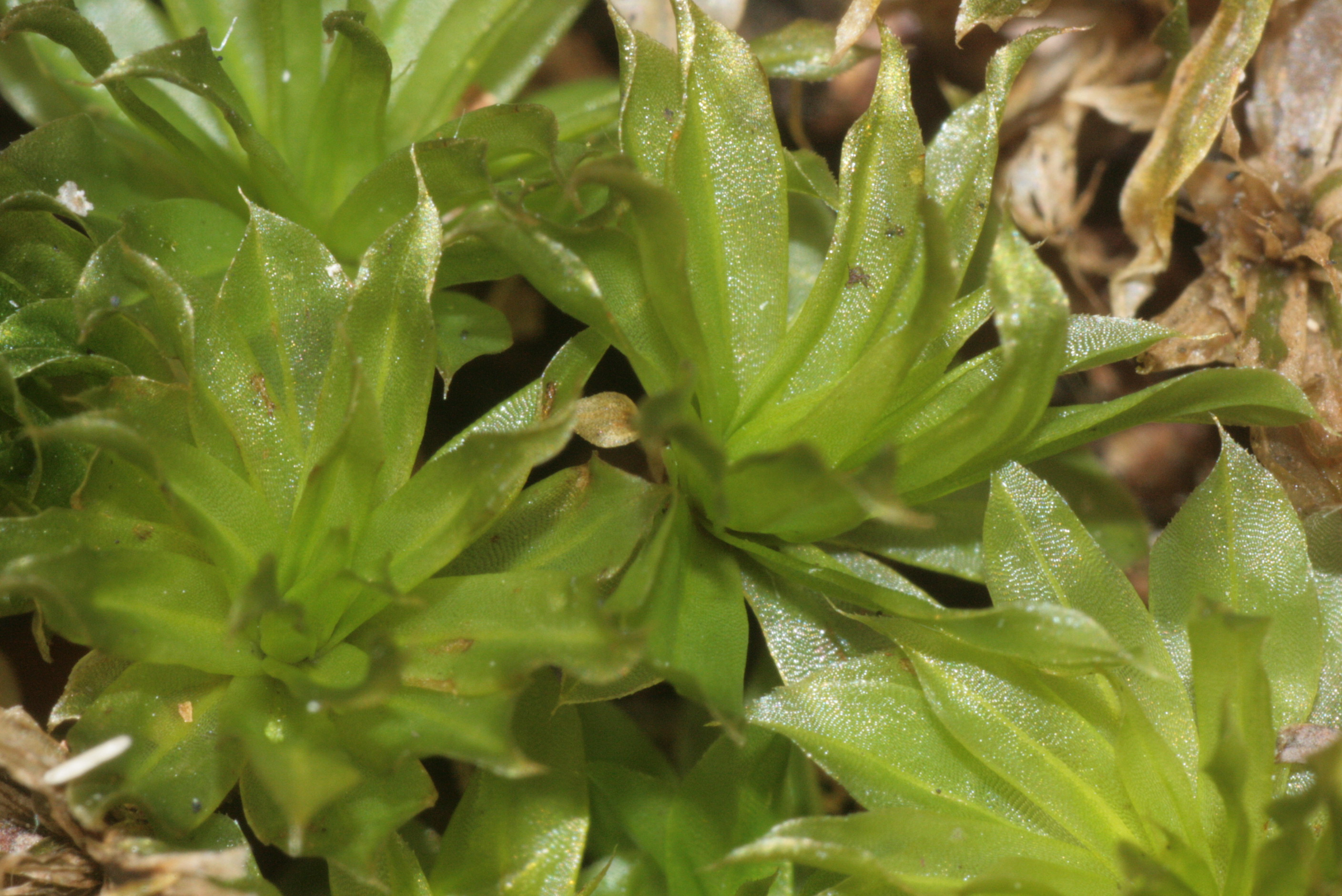
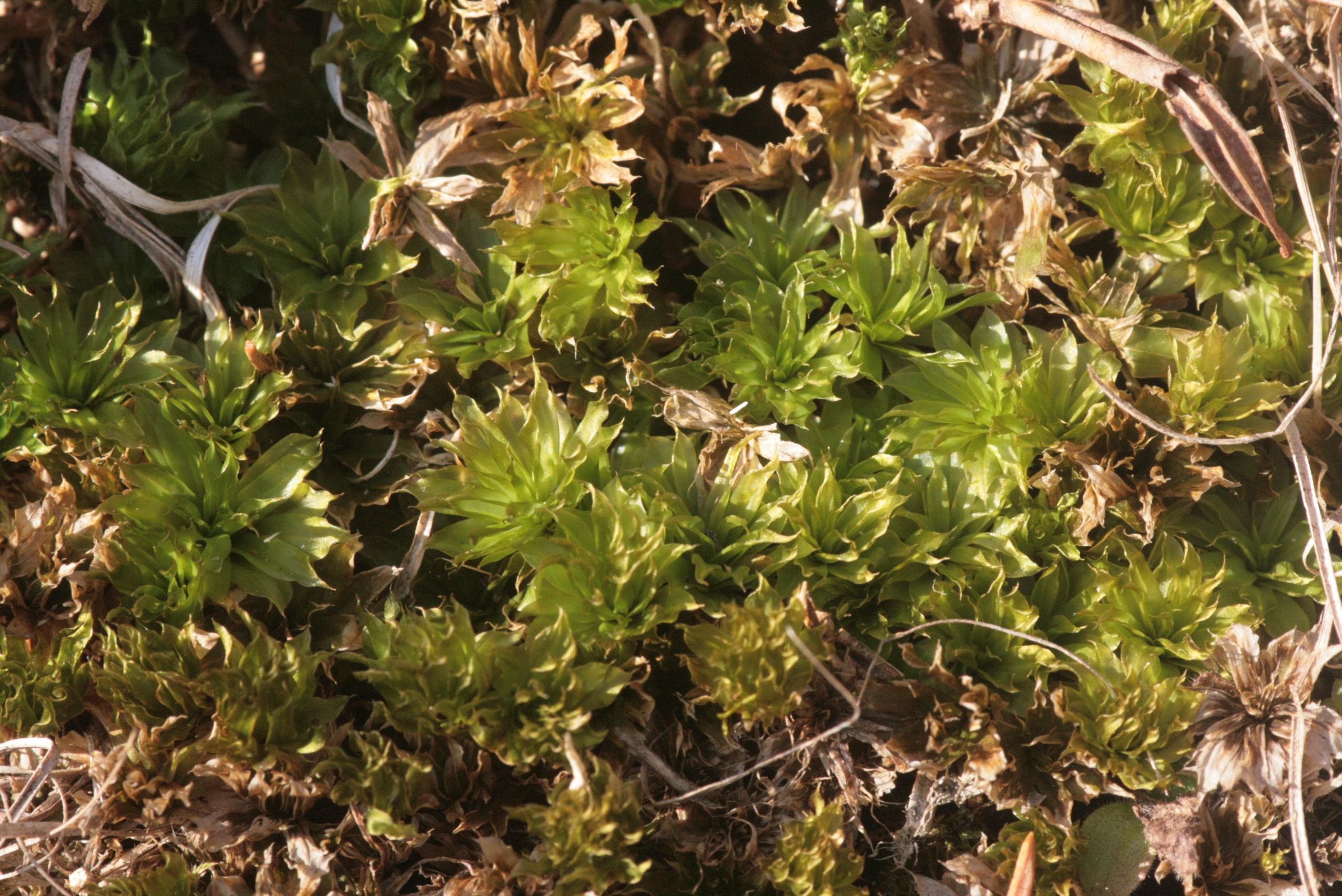
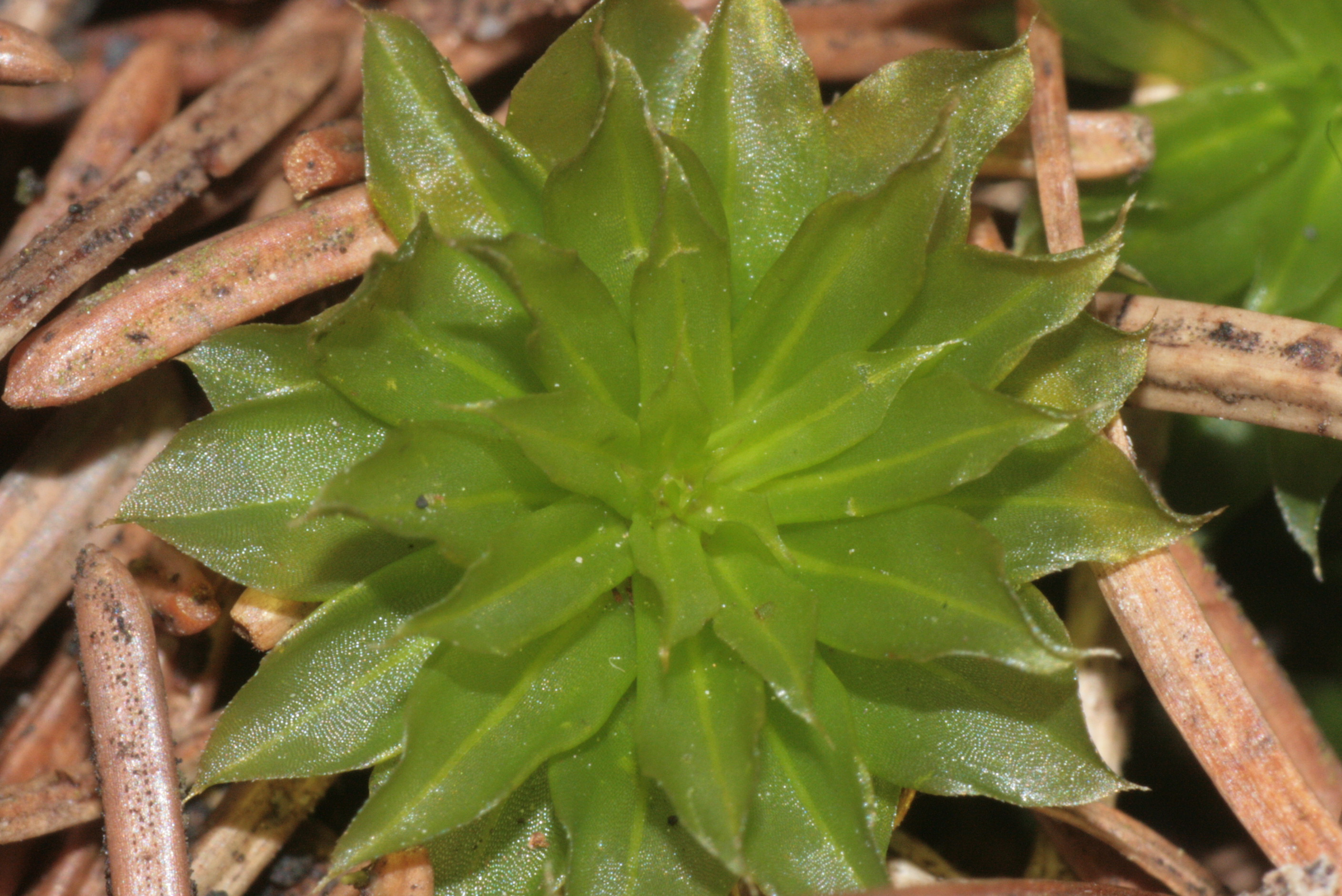
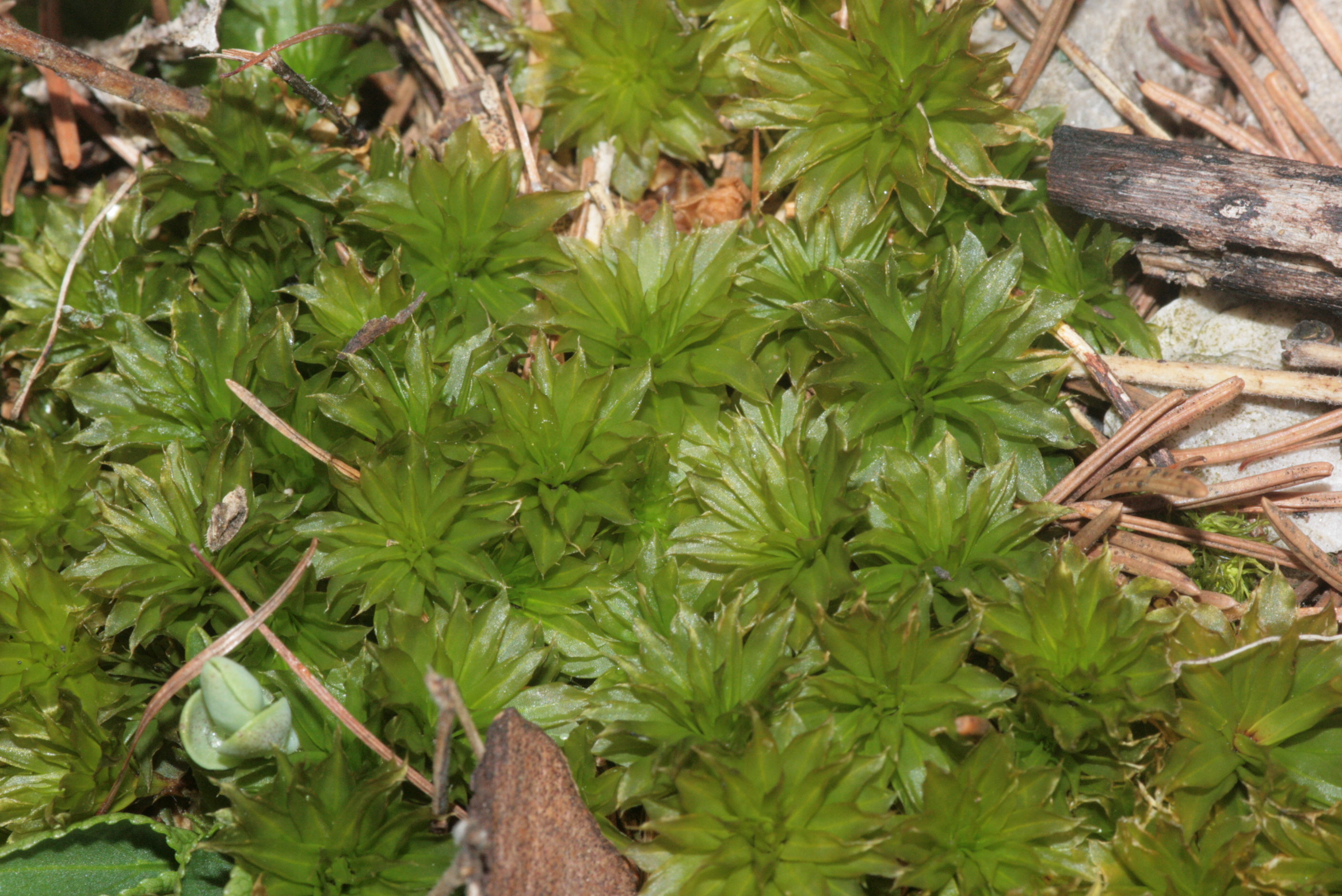
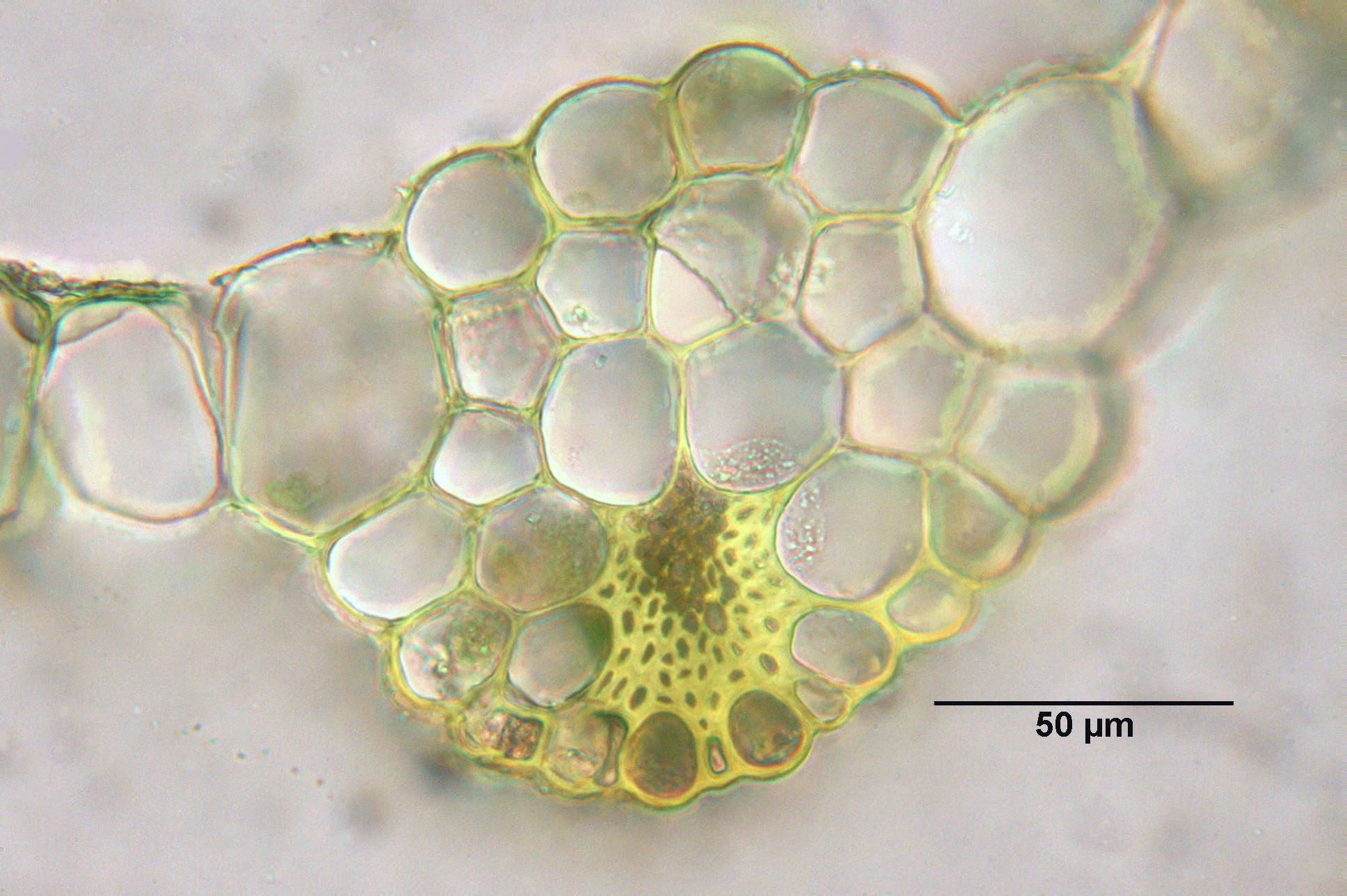

## Dottertaxa till Rosmossor, i alfabetisk ordning[1][2]
- Rhodobryum andicola
- Rhodobryum andinoroseum
- Rhodobryum aubertii
- Rhodobryum beyrichianum
- Rhodobryum chilense
- Rhodobryum commersonii
- Rhodobryum confluens
- Rhodobryum domingense
- Rhodobryum giganteum
- Rhodobryum grandifolium
- Rhodobryum hieronymi
- Rhodobryum homalobolax
- Rhodobryum horizontale
- Rhodobryum humipetens
- Rhodobryum keniae
- Rhodobryum lato-cuspidatum
- Rhodobryum laxelimbatum
- Rhodobryum le-ratii
- Rhodobryum leucocanthum
- Rhodobryum longicaudatum
- Rhodobryum neelgheriense
- Rhodobryum ontariense
- Rhodobryum perspinidens
- Rhodobryum platense
- Rhodobryum preussii
- Rhodobryum pseudomarginatum
- Rhodobryum roseodens
- Rhodobryum roseolum
- Rhodobryum roseum
- Rhodobryum saprophilum
- Rhodobryum staudtii
- Rhodobryum subverticillatum
- Rhodobryum umbraculum
- Rhodobryum verticillatum